# Ciclismo ai Giochi della III Olimpiade - Due miglia
La competizione delle due miglia (m. 3.218,68) di ciclismo dei Giochi della III Olimpiade si tenne il 3 agosto 1904 al Francis Field della Washington University di Saint Louis.

## Risultati
Non si disputarono turni eliminatori.

### Finale
| Pos. | Atleta           | Tempo  |
| ---- | ---------------- | ------ |
| 1    | Burton Downing   | 4'57"8 |
| 2    | Oscar Goerke     | n/d    |
| 3    | Marcus Hurley    | n/d    |
| 4    | Teddy Billington | n/d    |
| 5    | Charles Schlee   | n/d    |